# Тростянецька волость (Луцький повіт)
Тростянецька волость — історична адміністративно-територіальна одиниця Луцького повіту Волинської губернії Російської імперії. Волосний центр — село Тростянець. 

## Історія
На межі ХІХ-ХХ століть територія волості збільшилася майже удвічі за рахунок приєднання більшої частини території ліквідованої Годомицької волості (відійшли також майже усі поселення, окрім Навіз та Сокуль).
18 березня 1921 року Волинь відійшла до складу Польщі. Волость продовжила існування як ґміна Тростянець, у тих же межах, що і за Російської імперії та Української держави.
Станом на 1885 рік складалася з 18 поселень об'єднаних у 17 сільських громад. Населення — 3872 осіб (2005 чоловічої статі та 1867 — жіночої), 273 дворових господарства.
Основні поселення волості:
- Тростянець — колишнє державне та власницьке село, за 30 верст від повітового міста; волосне правління; 291 особа, 31 двір, православна церква, школа, постоялий будинок, водяний млин.
- Озеро — колишнє власницьке село при озері, 175 осіб, 17 дворів, православна церква.
- Суськ — колишнє власницьке село, 346 осіб, 41 двір, православна церква, постоялий будинок, кузня.
- Хопнів — колишнє державне та власницьке село, 240 осіб, 25 дворів, кладовищенська православна церква, постоялий будинок.

## Під владою Польщі
18 березня 1921 року Західна Волинь відійшла до складу Польщі. Волость продовжувала існувати як ґміна Тростянець Луцького повіту Волинського воєводства в тих же межах, що й за Російської імперії та Української держави.
1 квітня 1930 р. з ґміни Тростянець до новоутвореної ґміни Ківерці передані селище Ківерці, села: Сокириця, Озеро, Вілька, Бодячів, Звіз, Стара Чольниця, Нова Чольниця і Гавчиці та колонії: Пляшевев, Комарівка, Корма, Рафалівка, Миколаївка, Олександрівка, Березовий Груд і Германівка.
Польською окупаційною владою на території ґміни інтенсивно велася державна програма будівництва польських колоній і заселення поляками. На 1936 рік ґміна складалася з 25 громад:
1. Боровичі — село: Боровичі;
2. Хмелівка — колонії: Хмелівка, Цегельня, Ямське, Яромельські-Будки, Лука, Пасіка, Затишшя, Загайник і Гнатівка;
3. Хопнів — село: Хопнів та колонія: Хопнів;
4. Четвертня — село: Четвертня;
5. Гранатів — колонія: Гранатів;
6. Грузятин — село: Грузятин та фільварок: Грузятин;
7. Годомичі — село: Годомичі;
8. Яромель — село: Яромель;
9. Юзефин — колонія: Юзефин;
10. Клементівка — колонія: Клементівка та урочище: Лисці;
11. Кошелівка — колонії: Кошелівка, Гатки і Ростовець;
12. Луків — колонія: Луків;
13. Лички — село: Лички;
14. Лищі — село: Лищі;
15. Миколаївка — колонія: Миколаївка;
16. Незвір — село: Незвір;
17. Острів — село: Острів;
18. Перебражі — колонії: Перебражі, Холопини, Язвини, Майдан-Озерський, Мости і Видранка;
19. Словатичі — село: Словатичі та колонія: Боровники;
20. Смердинь — село: Смердинь та фільварок: Млинок;
21. Станіславівка — колонії: Станіславівка і Липки;
22. Суськ — село: Суськ та колонія: Пулик;
23. Тростянець — село: Тростянець;
24. Творимир — колонія: Творимир;
25. Вінцентівка — колонії: Вінцентівка і Богунівщина.

Після радянської анексії західноукраїнських земель ґміна ліквідована у зв'язку з утворенням районів.